# A Very She and Him Christmas
Albums de She and Him
Volume Two Volume 3
A Very She and Him Christmas est le troisième album studio du groupe She and Him, sorti le 24 octobre 2011.

## Titres
| No  | Titre                                  | Durée |
| --- | -------------------------------------- | ----- |
| 1.  | The Christmas Waltz                    | 2:37  |
| 2.  | Christmas Day                          | 3:24  |
| 3.  | Have Yourself a Merry Little Christmas | 3:42  |
| 4.  | I'll Be Home for Christmas             | 2:26  |
| 5.  | Christmas Wish                         | 2:58  |
| 6.  | Sleigh Ride                            | 2:44  |
| 7.  | Rockin' Around the Christmas Tree      | 2:00  |
| 8.  | Silver Bells                           | 1:57  |
| 9.  | Baby, It's Cold Outside                | 2:17  |
| 10. | Blue Christmas                         | 3:24  |
| 11. | Little Saint Nick                      | 2:10  |
| 12. | The Christmas Song                     | 2:26  |